# Guillem I de Carcassona
Guillem I de Carcassona (? - 1034) fou comte de Carcassona (1012-1034).

## Orígens familiars
Fill del comte Ramon I de Carcassona i la seva esposa, Garsenda de Beziers. Fou net de Roger I de Carcassona, al qual succeí al tron.

## Ascens al tron
El seu pare morí prematurament, per la qual cosa Guillem fou nomenat hereu del comtat de Carcassona a la mort del seu avi. Durant tot el seu regnat tingué el seu germà Pere II de Carcassona com a comte associat al comtat.

## Núpcies i descendents
Del seu matrimoni amb una dama de nom desconegut tingué tres fills:
- Ramon II de Carcassona (?-1068), comte de Carcassona
- Bernat II de Carcassona, comte associat de Carcassona
- Pere III de Carcassona, comte associat de Carcassona

Guillem I morí el 1034 i fou succeït pel seu fill gran, Ramon II.